# Kyösti Lehtonen
Kyösti Eemil Lehtonen, detto Köpi (Jämsä, 13 marzo 1931 – Helsinki, 15 novembre 1987), è stato un lottatore finlandese, specializzato nella lotta greco-romana.

## Palmarès

### Olimpiadi
- 1 medaglia:
  - 1 oro (Melbourne 1956 nei 67 kg)

### Europei
- 2 medaglie:
  - 2 argenti (Napoli 1953 nei 67 kg; Karlsruhe 1955 nei 67 kg)